# 佐々木卓 (ボディビルダー)
佐々木 卓（ささき たく、1983年4月13日 - ）は、日本の元ボディビルダー。岩手県出身。2000年代半ば、東京大学ボディビル&ウェイトリフティング部に所属し、全日本学生ボディビル選手権を2連覇した。東大生であったことから「IQボディビルダー」などと称され注目されていた。

## 経歴
子供の頃からプロレスラーになる夢を持ち、高校時代に独学でトレーニングを積み、3年時に新日本プロレスのテストを受けるも不合格。更に受験にも失敗したが、一浪の末、東京大学法学部に進学する。
独学でのトレーニングから腰を痛めてしまい、大学進学後はプロレスラーの夢を諦めることになる。しかし、ボディビルダーでもあった大学院教授の石井直方の筋肉に関する授業に感銘を受け、法学部に籍を置きながらも筋肉に関する勉強に励む。そんな中、友人に誘われ、2年生の時からボディビル&ウェイトリフティング部（B&W部）に入部。すると才能を開花させ、2005年、2006年と全日本学生ボディビル選手権2連覇を達成。2008年には学生限定ではない、東京ボディビル選手権でも優勝を果たした。
大学卒業後は大学院（身体運動科学専攻）に進学したが、修士論文の執筆などでトレーニングがままならず、筋肉量を落としてしまう。更に博士課程の関係で2009年の日本ボディビル選手権出場時には、翌年以降のコンテスト参加が厳しい旨を述べていた。
結局それ以降はコンテストから遠ざかっていたが、2015年10月に行われた東大B&W部の創立50周年記念式典に出席し、久々にポージングを披露した。

## 戦績
- 2005年関東学生ボディビル選手権　優勝　（胸・腹・腕・背・モストマスキュラ―・ベストポーザー部門賞受賞）
- 2005年全日本学生ボディビル選手権　優勝　（胸・腕・背・モストマスキュラ―・ベストポーザー部門賞受賞）
- 2006年関東学生ボディビル選手権　優勝　（胸・腹・腕・背・脚・モストマスキュラ―・ベストポーザー部門賞受賞〈全7部門独占〉）
- 2006年全日本学生ボディビル選手権　優勝　（胸・腕・背・脚・モストマスキュラ―・ベストポーザー部門賞受賞）
- 2008年東京ボディビル選手権　優勝　（腕部門賞受賞）